# Ulrich von Ahelfingen

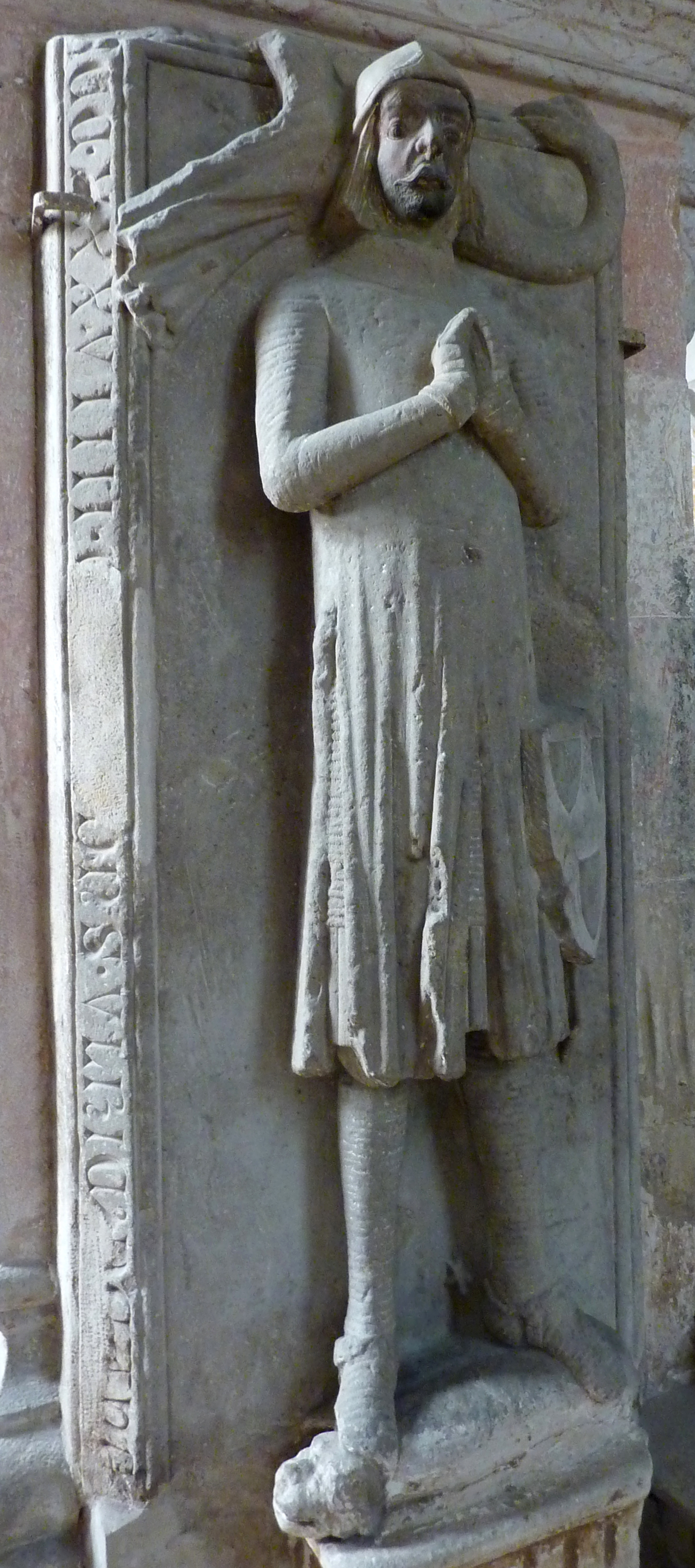
Epitaph des Ritters Ulrich von Ahelfingen

Ulrich von Ahelfingen (* 1278; † 1339) war ein Niederadeliger aus dem Geschlecht derer von Ahelfingen.

## Geschlecht der Ahelfinger
Der Stammsitz der Ahelfinger dürfte die Burg Oberalfingen gewesen sein. Ulrich von Ahelfingen, der 1317 zum ersten Mal urkundlich erwähnt wurde, war Erbauer der Burg Wasseralfingen (auch Schloss Wasseralfingen genannt).
1300 werden die Ritter von Ahelfingen als Besitzer der Kocherburg erwähnt. 1317 tauschte Konrad von Ahelfingen mit der Abtei Ellwangen  seinen Besitz in Unterkochen gegen die Burg Hoheneybach.
Ulrich  von Ahelfingen ist im „Alten Stift“ der Basilika St. Vitus in Ellwangen begraben. Die Ritter Ulrich Straße in Wasseralfingen wurde nach ihm benannt.